# 上陣屋町
上陣屋町（かみじんやちょう）は、愛知県瀬戸市道泉連区の町名。丁番を持たない単独町名である。

## 地理
- 瀬戸市の西部に位置する[8]。西を東松山町・上松山町、北を上水野町・暁町、東を西印所町、南を東安戸町・下陣屋町・小金町と隣接している[8]。
- 町の大部分を粘土鉱山が占め、南東部に工場が立地する[8]。

### 河川
陣屋川（瀬戸川支流） ： 町の南部を西流している。
- 陣屋川（上陣屋町内）

### 学区
市立小・中学校に通う場合、学区は以下の通りとなる。また、公立高等学校普通科に通う場合の学区は以下の通りとなる。
| 番・番地等 | 小学校                 | 中学校                 | 高等学校 |
| ---------- | ---------------------- | ---------------------- | -------- |
| 全域       | 瀬戸市立にじの丘小学校 | 瀬戸市立にじの丘中学校 | 尾張学区 |

## 歴史

### 町名の由来
尾張藩政時代、水野村の南端に陣屋のお屋敷があったところからつけられたとされる。一説には、1482年（文明14年）松原広長と長江利景による「安戸坂の戦い」の時、松原氏が陣を張った場所から陣屋の名がつけられたともいわれる。

### 沿革
- 1957年（昭和32年）7月1日 - 瀬戸市大字上水野字安戸[注釈 1]の一部により、同市上陣屋町として成立[2]。
- 1984年（昭和59年）5月1日 - 大字上水野字安戸の一部を編入[14]。

## 世帯数と人口
2025年（令和7年）2月1日現在の世帯数と人口は以下の通りである。
| 町丁     | 世帯数 | 人口  |
| -------- | ------ | ----- |
| 上陣屋町 | 64世帯 | 153人 |

### 人口の変遷
国勢調査による人口の推移
| 1995年（平成7年）  | 173人 | [ 15 ] |  |
| 2000年（平成12年） | 121人 | [ 16 ] |  |
| 2005年（平成17年） | 129人 | [ 17 ] |  |
| 2010年（平成22年） | 111人 | [ 18 ] |  |
| 2015年（平成27年） | 145人 | [ 19 ] |  |
| 2020年（令和2年）  | 142人 | [ 20 ] |  |

### 世帯数の変遷
国勢調査による世帯数の推移。
| 1995年（平成7年）  | 56世帯 | [ 15 ] |  |
| 2000年（平成12年） | 44世帯 | [ 16 ] |  |
| 2005年（平成17年） | 47世帯 | [ 17 ] |  |
| 2010年（平成22年） | 45世帯 | [ 18 ] |  |
| 2015年（平成27年） | 56世帯 | [ 19 ] |  |
| 2020年（令和2年）  | 55世帯 | [ 20 ] |  |

## 交通

### 鉄道
町内に鉄道は走っていない。最寄り駅は名鉄瀬戸線尾張瀬戸駅・瀬戸市役所前駅になる。

### バス
町内にバスは走っていない。最寄りのバス停は、名鉄バス「しなの線（瀬戸北線）」【1】【1H】【2】【2H】系統、同「東山線」【16H】【17H】系統の瀬戸京町バス停、または同「水野循環線」【20】【21】【22】【23】系統の北松山町バス停・瀬戸市民公園バス停になる。

### 道路
- 愛知県道207号定光寺山脇線 ： 町の東端、西印所町との町境を南北に通っている。
- 愛知県道208号上半田川名古屋線[8] ： 町の西端、上松山町との町境を南北に通っている。

## 施設
- 陣屋丸仙窯業原料株式会社 ： 1950年（昭和25年）4月1日創業[21]。陶磁器やガラス、その他窯業やセラミック原料の製造および販売を行っている[21]。

## その他

### 日本郵便
- 郵便番号 : 489-0063[6]（集配局：瀬戸郵便局[22]）。